# 第102號交響曲 (海頓)
B♭大调第102号交响曲，作品Hob. I:102，是约瑟夫·海顿十二首伦敦交响曲中的第十首，创作于1794年。

## 分析

### 编制
| - 木管樂器 - 長笛：2 - 雙簧管：2 - 低音管：2 | - 銅管樂器 - 法國號：2 - 小號：2 | - 定音鼓 | - 弦樂器 - 第一小提琴 - 第二小提琴 - 中提琴 - 大提琴 - 低音提琴 |

依照工具書《管弦樂作品手冊》指示，上述之配器可簡記為"2 2 0 2—2 2 0 0—tmp—str"。

### 曲式
全曲共分四個樂章：
1. 广板-有活力的（Largo-Vivace）
2. 慢板（Adagio）
3. 小步舞曲：快板（Menuetto: Allegro）
4. 终章：急板（Finale: Presto）

第一樂章
第二樂章
第三樂章
第四樂章